# Orange Walk (distrikt)
Orange Walk (Orange Walk District) är ett av Belizes 6 administrativa distrikt. Orange Walk har en yta på cirka 4 636 km² med cirka 54 216 invånare. Huvudorten är Orange Walk Town med cirka 16 700 invånare.
Andra orter är Carmelita, Guinea Grass Town, Indian Church, San Carlos, San Estevan, San Jose, San Pablo, Shipyard och Trial Farm.
Här finns även lämningar efter Mayastaden Cuello (den äldsta funna mayabosättningen) och Lamanai.
Naturreservatet Rio Bravo Conservation and Management Area ligger också inom distriktet.

## Förvaltning
Distriktets ISO 3166-2-kod är "BZ-OW".
Orange Walk är underdelad i 4 constituencies (valdistrikt):
Orange Walk Central, Orange Walk East, Orange Walk North och Orange Walk South.